# サンドリーヌ・グルダ
サンドリーヌ・グルダ（Sandrine Gruda、1987年6月25日 - ）は、フランスの女子プロバスケットボール選手である。ポジションはセンター。ロシアリーグのUMMCエカテリンブルク所属。父は元バスケットボールフランス代表のユリス・グルダ。

## 来歴
フランス国内のUnion Sportive Valenciennes Olympicで2002年よりプレーし、2002年プロ契約。2006年欧州女子ヤングプレイヤーオブザイヤー受賞。
2007年、UMMCエカテリンブルクに移籍。

### WNBA
2007年WNBAドラフトにてコネティカット・サンより全体13位指名を受ける。しかし、実際には2008年より2シーズンプレーした。
2014年、ロサンゼルス・スパークスで4年ぶりWNBA復帰。

### フランス代表
フランス代表のセンターとして2006年世界選手権とユーロバスケット2007に出場、いずれも準々決勝進出。ユーロバスケット2009優勝に導く。チーム最多得点及び最多リバウンドを記録しこの大会のオールトーナメントチームにも選出された。 
2012年ロンドンオリンピックで銀メダルを獲得。